# Eredivisie 1977/78 (basketbal)
Het Eredivisie seizoen 1977/78 was het 18e seizoen van de Nederlandse basketbaleredivisie. Parker Leiden werd dit seizoen voor het eerst landskampioen, door Tripper Jeans Delft in de finale van de play-offs met 2–1 te verslaan.

## Clubs
| Club                            | Plaats           |
| ------------------------------- | ---------------- |
| BV Amstelveen                   | Amstelveen       |
| Radio Musette Rotterdam-Zuid    | Rotterdam        |
| Vastgoed Strijen Oud-Beijerland | Oud-Beijerland   |
| Tripper Jeans Delft             | Delft            |
| Parker Leiden                   | Leiden           |
| Delta Lloyd Amsterdam           | Amsterdam        |
| Arke Reizen Enschede            | Enschede         |
| Buitoni Haarlem                 | Haarlem          |
| Nationale Nederlanden Donar     | Groningen        |
| Falcon Jeans Den Bosch          | 's-Hertogenbosch |

## Regulier seizoen

#### Stand
| Pos | Club                            | GS | W  | V  |
| --- | ------------------------------- | -- | -- | -- |
| 1   | Falcon Jeans Den Bosch          | 36 | 30 | 6  |
| 2   | Nationale Nederlanden Donar     | 36 | 28 | 8  |
| 3   | Parker Leiden                   | 36 | 26 | 10 |
| 4   | Tripper Jeans Delft             | 36 | 20 | 16 |
| 5   | Vastgoed Strijen Oud-Beijerland | 36 | 20 | 16 |
| 6   | Arke Reizen Enschede            | 36 | 15 | 21 |
| 7   | Buitoni Haarlem                 | 36 | 15 | 21 |
| 8   | Delta Lloyd Amsterdam           | 36 | 14 | 22 |
| 9   | Radio Musette Rotterdam-Zuid    | 36 | 11 | 25 |
| 10  | BV Amstelveen                   | 36 | 1  | 35 |

## Play-offs
|  | Halve finale | Halve finale           | Halve finale  |   |                             | Finale              | Finale | Finale |
|  |              |                        |               |   |                             |                     |        |        |
|  | 1            | Falcon Jeans Den Bosch | 1             |   |                             |                     |        |        |
|  | 4            | Tripper Jeans Delft    | 2             |   |                             |                     |        |        |
|  | 4            | Tripper Jeans Delft    | 2             |   | 4                           | Tripper Jeans Delft | 1      |        |
|  |              |                        |               |   | 4                           | Tripper Jeans Delft | 1      |        |
|  |              | 3                      | Parker Leiden | 2 |                             |                     |        |        |
|  | 2            | 3                      | Parker Leiden | 2 | Nationale Nederlanden Donar | 0                   |        |        |
|  | 2            |                        |               |   | Nationale Nederlanden Donar | 0                   |        |        |
|  | 3            | Parker Leiden          | 2             |   |                             |                     |        |        |

| Landskampioen 1978            |
| ----------------------------- |
| Parker Leiden Leiden 1e titel |

## Seizoensprijzen
| Prijs                | Speler        | Club                        |
| -------------------- | ------------- | --------------------------- |
| Most Valuable Player | Art Collins   | Parker Leiden               |
| Coach of the Year    | Jim Parks     | Nationale Nederlanden Donar |
| Rookie of the Year   | Eric van Solm | Radio Musette RZ            |

| Art Collins       | Parker Leiden                   |
| Bill Mallory      | Vastgoed Strijen Oud-Beijerland |
| Kees Akerboom sr. | Falcon Jeans Den Bosch          |
| Gary Freeman      | Buitoni Haarlem                 |
| Donald Washington | Radio Musette RZ                |

1960–1968 · 1968/69 · 1969–1977 · 1977/78 · 1978–2000 · 2000/01 · 2001/02 · 2002/03 · 2003/04 · 2004/05 · 2005/06 · 2006/07 · 2007/08 · 2008/09 · 2009/10 · 2010/11 · 2011/12 · 2012/13 · 2013/14 · 2014/15 · 2015/16 · 2016/17 · 2017/18 · 2018/19 · 2019/20 · 2020/21 · 2021/22